# Dead Cells
Dead Cells – gra komputerowa łącząca gatunki roguelike i Metroidvania z 2018 roku, stworzona i wydana przez francuskie studio Motion Twin. Gracz wciela się w rolę amorficznej istoty zwanej Więźniem. Jako Więzień gracz musi przebić się przez zainfekowaną wyspę, aby zabić jej Króla. Gracz zdobywa broń, skarby i inne narzędzia poprzez eksplorację proceduralnie generowanych poziomów. Dead Cells wykorzystuje system permadeath, powodujący utratę wszystkich przedmiotów i umiejętności po śmierci. Waluta zwana Komórkami może być zbierana z pokonanych wrogów, co pozwala na zakup permanentnych ulepszeń.
Produkcja Dead Cells rozpoczęła się, gdy Motion Twin zaplanowało rozwój kontynuacji swojej poprzedniej gry przeglądarkowej Die2Nite. Deweloperzy zdecydowali się zastąpić rozgrywkę kooperacyjną z Die2Nite doświadczeniem jednoosobowym, skupionym na walce i akcji. Czerpali inspirację z klasy postaci Inżyniera z Team Fortress 2 i przekształcili Dead Cells w platformową grę akcji, w której gracz wykorzystuje różnorodne kombinacje broni i umiejętności.
Gra została wydana na Linux, macOS, Nintendo Switch, PlayStation 4, Windows i Xbox One 7 sierpnia 2018 roku. Port mobilny na iOS ukazał się 28 sierpnia 2019 roku, a wersja na Android została wydana w 2020 roku. Wersja na PlayStation 5 została dodana 29 czerwca 2023 roku. Po premierze gra była wspierana licznymi aktualizacjami i dodatkami, przy czym obowiązki deweloperskie przejęło studio Evil Empire. Gra otrzymała pozytywne recenzje od krytyków, którzy chwalili jej styl walki oraz projekt poziomów, ze szczególnym uznaniem dla losowo generowanych poziomów i różnorodności broni. Do marca 2021 roku sprzedano 5 milionów egzemplarzy gry.

## Fabuła

### Świat gry
Akcja toczy się na bezimiennej wyspie, a postacią gracza jest Więzień, amorficzna istota zdolna do opętywania martwych ciał znajdujących się w głębinach wyspy. Chociaż „głowa” Więźnia jest nieśmiertelna, ciała, które opętuje, już takie nie są, a „śmierć” zmusza Więźnia do powrotu do Kwater Więźniów w celu odnalezienia innych zwłok. Sam Więzień nie mówi, ograniczając swoje interakcje z postaciami niezależnymi (NPC) wyłącznie do gestów i mowy ciała. Graczowi od czasu do czasu ukazywane są myśli Więźnia za pośrednictwem okien dialogowych.

### Streszczenie
Więzień budzi się w głębinach więzienia na wyspie, cierpiąc na amnezję. Podczas spotkania z Żołnierzem dowiaduje się, że nie może już umrzeć. Więzień próbuje uciec, lecz jego głowa zostaje zepchnięta z powrotem w głębiny, gdy tylko jego ciało zostaje zniszczone. Pomiędzy kolejnymi próbami ucieczki Więzień dowiaduje się, że wyspa była niegdyś potężnym królestwem, które upadło, gdy plaga znana jako „Malaise” przekształciła większość obywateli w zmutowane potwory.
Po ucieczce z Kwater Więźniów protagonista postanawia zabić samotnego Króla, wierząc, że jego śmierć spowoduje „zmianę” na wyspie. Opuszczając Kwatery, Więzień spotyka Kolekcjonera, postać w kapturze, która wymienia Komórki na przedmioty i broń. Po przedarciu się przez obszary wyspy zainfekowane Malaise, Więzień dociera do sali tronowej Króla i zabija śpiącego monarchę. Jednak zwłoki Króla gwałtownie eksplodują, niszcząc ciało gospodarza Więźnia. Głowa Więźnia wyczołguje się z płonących fragmentów zniszczonego tronu i opuszcza salę tronową przez odpływ fontanny. Odpływ prowadzi z powrotem do Kwater Więźniów, gdzie wskrzeszony Więzień zastanawia się nad konsekwencjami śmierci Króla.

### Rise of the Giant
Rise of the Giant to rozszerzenie Dead Cells, w którym Więzień odkrywa Jaskinię zamieszkałą przez tytanicznego nieumarłego Giganta. Ten ostatni ujawnia, że sam jest prawdziwym Królem odpowiedzialnym za upadek królestwa. Po pokonaniu Giganta i zdobyciu pięciu Komórek Bossa otwiera się dostęp do Astrolabu, gdzie Kolekcjoner tworzy Panaceum na chorobę Malaise,. Wpada jednak w szał i zostaje pokonany – jego głowa powraca następnie, by opętać kolejne zwłoki. Gdy Więzień ponownie trafia do sali tronowej, jego głowa łączy się z ciałem Króla, przywracając mu pamięć i mowę. Zainfekowane ciało prowadzi go jednak ponownie do Astrolabu. W ostatecznej bitwie właściwe zastosowanie Panaceum leczy Króla, który powraca na tron i staje do pojedynku z własnym sobowtórem.

### The Queen and the Sea
Zawartość do pobrania The Queen and the Sea dodaje do gry trzy dodatkowe poziomy oraz alternatywne zakończenie. Więzień znajduje list z zaproszeniem na spotkanie w kanałach pod więzieniem. Gdy przybywa na miejsce, spotyka wodne stworzenie zwane Rybakiem, które oferuje mu sposób ucieczki z wyspy przez latarnię morską królestwa. Po odnalezieniu Klucza do Latarni Morskiej i ponownym spotkaniu z Rybakiem w zamku Króla, ten ostatni wykorzystuje swoją łódź, by zabrać Więźnia do latarni morskiej. W jej wnętrzu Więzień przypadkowo przewraca płonący żyrandol, alarmując trzech wrogich wojowników o imionach Calliope, Euterpe i Kleio, którzy są sługami Królowej. Cała trójka ściga Więźnia na szczyt płonącej latarni morskiej, gdzie zostają przez niego pokonani w walce. Następnie Więzień wchodzi do górnych komnat latarni morskiej, aby zapalić jej światło, lecz wówczas pojawia się Królowa i wzywa go na pojedynek. Więzień zwycięża Królową, po czym zrzuca ją z balkonu latarni morskiej, co powoduje eksplozję i aktywuje latarnię. Więzień używa światła latarni, aby przyciągnąć statek przepływający obok wyspy.

## Rozgrywka
Dead Cells to dwuwymiarowa gra z przewijanym ekranem, stanowiąca połączenie gatunków roguelike i Metroidvania. Gracz kieruje Więźniem, amorficzną istotą podróżującą po wyspie pełnej zmutowanych potworów. Po śmierci gracza wszystkie zdobyte bronie i ulepszenia zostają utracone, z wyjątkiem kilku permanentnych przedmiotów. Dostępne bronie to głównie miecze, łuki, tarcze oraz rozmieszczalne pułapki, które ranią przeciwników zbliżających się do nich. W trakcie walki Więzień może unikać ataków przeciwników lub przeskakiwać nad nimi. Unik wykonany w stronę wroga pozwala przemknąć obok niego i zaatakować od tyłu. Spadając z wysokości, Więzień może uderzyć w ziemię i ogłuszyć wrogów lub spaść bez ogłuszenia samego siebie.
Model walki w grze jest często porównywany do serii Dark Souls – charakteryzuje się wymagającymi przeciwnikami o określonych schematach zachowań, które może poznać i wykorzystać, podczas gdy częsta śmierć bohatera stanowi integralny element rozgrywki. Eksplorując kolejne poziomy i pokonując zamieszkujące je bestie, gracz zdobywa walutę zwaną Komórkami. Komórki można przeznaczyć na zakup permanentnych ulepszeń, takich jak mikstury przywracające punkty życia czy dodatkowe rodzaje broni, które mogą losowo pojawić się w kolejnych rozgrywkach. Komórki można wydać wyłącznie tuż przed opuszczeniem lochu; w przypadku śmierci przed dotarciem do końca poziomu gracz traci wszystkie zgromadzone Komórki. Nowe ulepszenia można odblokować, odnajdując plany ukryte w lochach, jednak należy je wynieść z poziomu, aby stały się dostępne.
Poziomy są generowane proceduralnie poprzez łączenie przygotowanych wcześniej fragmentów w losowych układach, co zapewnia duże zróżnicowanie rozmieszczenia wrogów i przedmiotów. W trakcie przemierzania kolejnych lochów gracz może zdobyć ograniczoną liczbę mutacji – bonusów dających unikalne korzyści Więźniowi, które działają do chwili jego śmierci. Podczas tych przerw możliwe jest również przekuwanie broni, co nadaje jej nowe efekty w walce. W lochach można także znaleźć ukryte Zwoje Mocy, które zwiększają punkty życia Więźnia i wzmacniają broń w zależności od jej klasyfikacji: Brutalność, Taktyka lub Przetrwanie. Gracz może natrafić również na trwałe ulepszenia zwane Runami, umożliwiające nowe sposoby poruszania się po poziomach. Runę zdobywa się po pokonaniu potężnych przeciwników typu Elite występujących w trakcie gry. Każde kolejne ulepszenie wymaga wcześniejszego zdobycia odpowiedniej Runy.

## Produkcja
Deweloper Dead Cells, studio Motion Twin, tworzył gry przeglądarkowe oraz mobilne od 2001 roku. Studio odkryło, że konkurencja na rynku mobilnym wymagała znaczących inwestycji w celu tworzenia dochodowych gier, dlatego zdecydowało się zmienić kierunek i stworzyć wymagającą grę z pikselową grafiką o wysokim poziomie trudności, która mogłaby wzbudzić zainteresowanie graczy.
Początkowo Motion Twin planowało stworzyć kontynuację swojej gry przeglądarkowej Die2Nite – kooperacyjnej gry typu tower defense dla maksymalnie czterdziestu graczy, wydanej w 2008 roku. Przez większość rozgrywki gracze współpracowali w celu wzmocnienia obrony wokół miasta, a następnie podczas nocnej fazy obserwowali, czy miasto przetrwa fale ataków zombie. Motion Twin zamierzało rozwinąć kontynuację, umożliwiając graczom podejmowanie działań i walkę w nocy, jednocześnie wdrażając mechaniki free-to-play. Chociaż ta wersja sprawdzała się dobrze przy dużej liczbie graczy, Motion Twin zdało sobie sprawę, że nie była zbyt ekscytująca dla pojedynczego gracza. W 2014 roku twórcy przekształcili grę w doświadczenie jednoosobowe, skupione na przygotowaniu i walce, prezentując ją podczas imprezy Big Indie Pitch, gdzie pomysł zajął drugie miejsce w konkursie. Motion Twin postanowiło całkowicie usunąć fazę przygotowań i skoncentrować rozgrywkę na ciągłej akcji. Proces doprecyzowania sposobu zachowania i rozwijania elementów walki trwał rok – do końca 2015 roku.
W celu dopracowania rozgrywki Motion Twin czerpało inspirację z klasy postaci Inżyniera z Team Fortress 2, gdzie użycie wieżyczek i innych budowalnych przedmiotów wzmacniało umiejętności postaci. Twórcy przekształcili więc Dead Cells w platformową grę akcji, w której gracz korzysta z broni i różnorodnych umiejętności. Nie chcieli, aby gracze przyzwyczajali się do używania jednej kombinacji broni i umiejętności przez całą rozgrywkę, dlatego zastosowali elementy roguelike, które wymuszają na graczu testowanie nowych kombinacji w miarę postępów. Producent ze studia Motion Twin, Steve Filby, wskazał The Binding of Isaac jako główne źródło inspiracji. Aby zapewnić graczom wystarczającą różnorodność opcji, deweloperzy przygotowali około 50 różnych rodzajów broni, opierając się na iteracyjnym procesie projektowania rozgrywki, grafiki i animacji, dzięki czemu każdy rodzaj broni wyróżniał się unikalną animacją lub zachowaniem.
Motion Twin zdecydowało się wykorzystać model finansowania wczesnego dostępu na platformie Steam w celu oceny zainteresowania graczy oraz uzyskania opinii na temat funkcjonalności gry. Zespół obawiał się stygmatyzacji gier niezależnych, potęgowanej branżowymi spekulacjami dotyczącymi tzw. indiepokalipsy – scenariusza, w którym nadmiar gier niezależnych miałby prowadzić do załamania rynku gier komputerowych około 2015 roku. Scenariusz ten jednak nigdy się nie zrealizował. Motion Twin nie chciało wypuścić gry przedwcześnie we wczesnym dostępie i dopilnowało, aby pierwsza dostępna wersja – mimo ukończenia w około 30–40% – posiadała dopracowany system walki oraz precyzyjną kontrolę rozgrywki, co spotkało się z uznaniem graczy. Dzięki temu zespół mógł skuteczniej rozwiązywać problemy z balansem rozgrywki, ponieważ deweloperzy nie chcieli karać graczy za określony styl gry i korzystali z opinii użytkowników w celu usprawnienia tych elementów. Motion Twin planowało pozostawienie gry we wczesnym dostępie przez około rok przed premierą pełnej wersji. W tym okresie tworzono nowe treści i wprowadzano je na podstawie zgłoszeń błędów oraz sugestii dotyczących funkcjonalności. Główny projektant Sébastien Bénard oszacował, że 40–50% funkcji w finalnej wersji gry powstało dzięki opiniom uzyskanym w okresie wczesnego dostępu.
Fabuła Dead Cells od początku nie stanowiła priorytetu dla zespołu. Motion Twin sądziło, że rozbudowana historia mogłaby odwrócić uwagę od akcji i postanowiło wprowadzić jedynie najbardziej podstawową narrację. W miarę rozwoju gry w fazie wczesnego dostępu deweloperzy zdecydowali się dodać niewielką warstwę fabularną, gdy gracze uznali wykreowany świat za fascynujący. Z czasem fabuła została skompilowana w dokumencie napisanym częściowo po francusku, częściowo po angielsku, który stawał się coraz bardziej złożony. Chociaż poziomy zawierają liczne wskazówki dotyczące historii, Motion Twin celowo pominęło niektóre szczegóły i wykorzystało nieliniową strukturę gry w celu utrzymania narracji w niejasności, licząc na to, że gracze samodzielnie odkryją wszystkie elementy fabuły.

## Wydanie i dodatki
Okres wczesnego dostępu został uruchomiony 10 maja 2017 roku ze wsparciem dla Microsoft Windows. Dodatkowe wsparcie Dodatkowe wsparcie dla systemów macOS i Linux dodano 26 czerwca 2018 roku. W listopadzie 2017 roku gra została wydana na platformie GOG.com w ramach inicjatywy zapewniającej alternatywny sposób zakupu gier będących w fazie rozwoju. W styczniu 2018 roku Motion Twin ogłosiło plany rozwoju wersji na konsole Nintendo Switch, PlayStation 4 i Xbox One. Wydanie przewidziano na sierpień 2018 roku, aby zbiegło się z opuszczeniem wczesnego dostępu przez wersję na Windows. Motion Twin nie planuje stworzenia kontynuacji, lecz zamiast tego skupia się na dodaniu solidnego systemu modyfikacji dla wersji PC, aby umożliwić graczom rozszerzanie gry po wydaniu. Dead Cells zostało wydane 7 sierpnia 2018 roku na platformy Windows, Xbox One, PlayStation 4 i Nintendo Switch. Edycje detaliczne ukazały się w sierpniu 2018 roku. Podstawowa wersja gry zawierała integrację z platformą Twitch przy premierze, pozwalając widzom wpływać na rozgrywkę poprzez czat transmisji, na przykład głosując nad tym, którą opcję klasy broni ze Zwoju Mocy gracz powinien wybrać.
Motion Twin wydało darmową aktualizację zawartości do pobrania do gry, Dead Cells: Rise of the Giant, w połowie 2019 roku. Deweloperzy ogłosili plany przeniesienia Dead Cells na urządzenia mobilne z systemami iOS i Android, modyfikując interfejs gry w celu obsługi sterowania dotykowego oraz zdalnych kontrolerów. Wersja na iOS została wydana 28 sierpnia 2019 roku, natomiast wersja na system Android ukazała się 3 czerwca 2020 roku. Pierwszy płatny dodatek do gry, Dead Cells: The Bad Seed, wydano 11 lutego 2020 roku. Dodatek wprowadził dwa nowe biomy oraz bossa do wczesnej części gry, a także nową zawartość obejmującą broń, wrogów i mechaniki rozgrywki. Tego samego dnia ogłoszono nową fizyczną edycję specjalną gry, Prisoner’s Edition, przeznaczoną dla platform PlayStation 4 i Nintendo Switch. Oprócz głównej gry i DLC edycja ta zawiera ścieżkę dźwiękową, artbook oraz figurkę postaci gracza. Drugi płatny dodatek DLC, Dead Cells: Fatal Falls, został wydany 26 stycznia 2021 roku, dodając nowe poziomy, broń i bossa.
Około stycznia 2019 roku Motion Twin rozpoczęło prace nad swoim następnym tytułem, kontynuując rozwój Dead Cells. Po zatrudnieniu dodatkowych deweloperów studio postanowiło utrzymać zespół pracujący nad Dead Cells w liczbie od ośmiu do dziesięciu osób, aby zachować status spółdzielni pracowniczej. W związku z tym zespół wyodrębnił nowe studio o nazwie Evil Empire, które miało koordynować dalszy rozwój gry. 16 września 2021 roku Motion Twin wydało bezpłatną aktualizację zatytułowaną Practice Makes Perfect, która wprowadzała salę treningową, mapę świata oraz liczne ulepszenia poprawiające komfort rozgrywki. 22 listopada 2021 roku ukazała się kolejna darmowa aktualizacja Everyone Is Here, która dodała skórki postaci oraz mechaniki oparte na bohaterach z innych gier niezależnych w roli „postaci gościnnych”. Wśród reprezentowanych tytułów znalazły się: Hyper Light Drifter, Guacamelee!, Curse of the Dead Gods, Blasphemous, Skul: The Hero Slayer i Hollow Knight. Z okazji 20. rocznicy działalności Motion Twin deweloperzy ogłosili trzeci płatny dodatek zatytułowany Dead Cells: The Queen and the Sea, który został wydany 7 stycznia 2022 roku. W marcu 2022 roku pojawiła się kolejna bezpłatna aktualizacja Break the Bank, wprowadzająca nowy poziom, który może pojawić się losowo podczas rozgrywki i oferuje możliwość zdobycia znacznych ilości złota. 26 października 2022 roku Motion Twin udostępniło darmową aktualizację boss rush, umożliwiającą Więźniowi zmierzenie się z kolejnymi bossami gry w nowym trybie rozgrywki. W listopadzie 2022 roku wydano bezpłatną aktualizację Everyone is Here Vol. 2, która dodała kolejne nawiązania do innych gier niezależnych, m.in. Terraria, Hotline Miami, Slay the Spire, Shovel Knight, Risk of Rain i Katana Zero.
Czwarty i ostatni płatny dodatek, Dead Cells: Return to Castlevania, został wydany 6 marca 2023 roku. Zawiera postacie, broń i przeciwników z serii Castlevania na licencji od Konami. Dodatek wprowadza sekretny poziom inspirowany grą Castlevania: Symphony of the Night oraz umożliwia granie Richterem Belmontem, którego zestaw ruchów bardziej przypomina oryginalną serię Castlevania. Port na PlayStation 5 ukazał się 29 czerwca 2023 roku. Wraz z wydaniem 35. łatki gry 19 sierpnia 2024 roku Motion Twin i Evil Empire ogłosiły zakończenie dalszego procesu rozwoju Dead Cells. Motion Twin przeszło do pracy nad następną grą – Windblown, natomiast Evil Empire rozpoczęło prace nad własnym nowym tytułem. Twórcy zapewnili, że nadal będą doskonalić komfort rozgrywki oraz naprawiać błędy w Dead Cells.
Netflix opublikował wersję mobilną 31 października 2023 roku. Wersja ta jest bezpłatna, jednak wymaga aktywnej subskrypcji Netflix oraz obejmuje wszystkie wcześniej wydane dodatki DLC.

## Odbiór
Dead Cells otrzymało pozytywne recenzje od krytyków według agregatora recenzji Metacritic. Brandin Tyrrel z IGN pochwalił grę za angażującą rozgrywkę i losowy układ poziomów, stwierdzając: „Rozmieszczenie i kolejność poziomów to szkielet Dead Cells, ale ciągle zmieniające się układy oraz rozmieszczenie wrogów i przedmiotów to krew pompująca jego serce”. Akcja i walka w Dead Cells zostały uznane przez recenzentów za „wyraziste”, „płynne” i „zwinne”. Krytycy porównywali grę do serii Dark Souls, Diablo i Castlevania ze względu na jej wysoki poziom trudności i zmienność poziomów, szczególnie chwaląc oprawę wizualną i dźwiękową.
Fabuła Dead Cells została jednak skrytykowana przez recenzentów, którzy określali ją jako ubogą i niejasną. Kirk Hamilton z Kotaku uznał historię za rozczarowującą, stwierdzając: „Poza skąpym światotwórstwem, jedyną historią tutaj jest historia posuwania się naprzód, zabijania rzeczy i stopniowego stawania się lepszym”. Niektórzy komentatorzy uznali postęp po kilku pierwszych godzinach za „mglisty”, a trudność gry za „bezduszną”. Chris Carter z Destructoid zwrócił uwagę na poziom trudności gry, stwierdzając: „Są te momenty, kiedy masz perfekcyjny przebieg ze wszystkimi przedmiotami, które preferujesz. Potem docierasz do bossa, którego nigdy wcześniej nie widziałeś i bam – miażdży cię na miazgę”.
Inni krytycy zwracali uwagę na funkcję permadeath jako satysfakcjonujący system, ponieważ zapewniała graczowi trwałe ulepszenia, możliwość doświadczenia całej zawartości gry oraz zdobycie pełnej wiedzy o jej mechanizmach. Neal Ronaghan z Nintendo World Report pochwalił funkcję permadeath, stwierdzając: „Każdy przebieg jest wciągający i zabawny, a kiedy umieram, jedyną myślą pędzącą przez mój mózg jest rozpoczęcie od nowa i ponowna próba, posuwanie się tak daleko poza mój dotychczasowy przebieg, jak tylko mogę”.

### Sprzedaż
Około rok po wydaniu we wczesnym dostępie Dead Cells sprzedało się w nakładzie przekraczającym 730 000 egzemplarzy, natomiast tuż przed pełnym wydaniem przekroczyło próg 850 000 egzemplarzy. W ciągu dziesięciu miesięcy od pełnego wydania, do maja 2019 roku, Dead Cells osiągnęło sprzedaż na poziomie dwóch milionów egzemplarzy. W marcu 2021 roku sprzedaż Dead Cells wyniosła 5 milionów egzemplarzy, co zostało ogłoszone podczas zapowiedzi trzeciego DLC.

### Nagrody i wyróżnienia
| Rok  | Nagroda                                               | Kategoria                                          | Wynik     | Źródło          |
| ---- | ----------------------------------------------------- | -------------------------------------------------- | --------- | --------------- |
| 2017 | 2017 Ping Awards                                      | Najlepsza gra niezależna                           | Nominacja | [ 86 ]          |
| 2017 | IGN Best of 2017                                      | Najlepsza gra akcji                                | Nominacja | [ 87 ]          |
| 2018 | 2018 Golden Joystick Awards                           | Najlepsza gra niezależna                           | Wygrana   | [ 88 ]          |
| 2018 | 2018 Golden Joystick Awards                           | Najlepsza oprawa wizualna                          | Nominacja | [ 89 ]          |
| 2018 | 2018 Golden Joystick Awards                           | Najlepsza gra roku                                 | Nominacja | [ 90 ]          |
| 2018 | The Game Awards 2018                                  | Najlepsza gra akcji                                | Wygrana   | [ 91 ]          |
| 2018 | The Game Awards 2018                                  | Najlepsza gra niezależna                           | Nominacja | [ 92 ]          |
| 2018 | Gamers' Choice Awards                                 | Ulubiona gra niezależna fanów                      | Nominacja | [ 93 ]          |
| 2018 | Australian Games Awards                               | Niezależna gra roku                                | Nominacja | [ 94 ]          |
| 2018 | New York Game Awards                                  | Najlepsza gra niezależna                           | Wygrana   | [ 95 ] [ 96 ]   |
| 2018 | National Academy of Video Game Trade Reviewers Awards | Projekt sterowania, 2D lub ograniczone 3D          | Wygrana   | [ 97 ]          |
| 2018 | 15th British Academy Games Awards                     | Oryginalna własność                                | Nominacja | [ 98 ]          |
| 2019 | SXSW Gaming Awards                                    | Doskonałość w rozgrywce                            | Nominacja | [ 99 ]          |
| 2019 | SXSW Gaming Awards                                    | Najbardziej obiecująca nowa własność intelektualna | Nominacja | [ 99 ]          |
| 2019 | Italian Video Game Awards                             | Najlepsza gra niezależna                           | Nominacja | [ 100 ]         |
| 2020 | Pégases Awards                                        | Najlepsza gra mobilna                              | Wygrana   | [ 101 ] [ 102 ] |
| 2020 | Pégases Awards                                        | Najlepsza gra jako usługa                          | Wygrana   | [ 101 ] [ 102 ] |

## Spuścizna
W czerwcu 2023 roku deweloper Motion Twin ogłosił, że serial animowany zatytułowany Dead Cells: Immortalis jest w produkcji we francuskim studiu Bobbypills, odpowiedzialnym za animowane zwiastuny gry. Serial został wydany 19 czerwca 2024 roku przez francuską sieć animacji ADN (Animation Digital Network) i składa się z 10 odcinków. Angielski dubbing serialu wydano 7 października.
W sierpniu 2024 roku roguelike’owa strzelanka pierwszoosobowa Roboquest wydała aktualizację zawierającą postacie i przedmioty z Dead Cells.